# Gustav Hetsch
Gustav Stefan Peter Nyeland Hetsch (født 27. februar 1867 på Frederiksberg, død 2. marts 1935) var en dansk musikkritiker, søn af maleren Christian Hetsch, bror til Stefan Hetsch og far til Haagen Hetsch.
Hetsch blev student fra Schneekloths Skole 1885, tog filosofikum 1886, var elev af Otto Malling, musikkritiker ved Dagens Nyheder og ved Nationaltidende fra 1892 til 1925; endvidere redaktør af pressens almanak Danmark.
Hetsch udgav bøgerne Haydn (1900), Beethoven (1902), De syv Slørs Dans (1915), Det kongelige danske Musikkonservatorium 1867-1917 (1917), Peter Heise (1926) og H.C. Andersen og Musiken (1930).